# Жмых

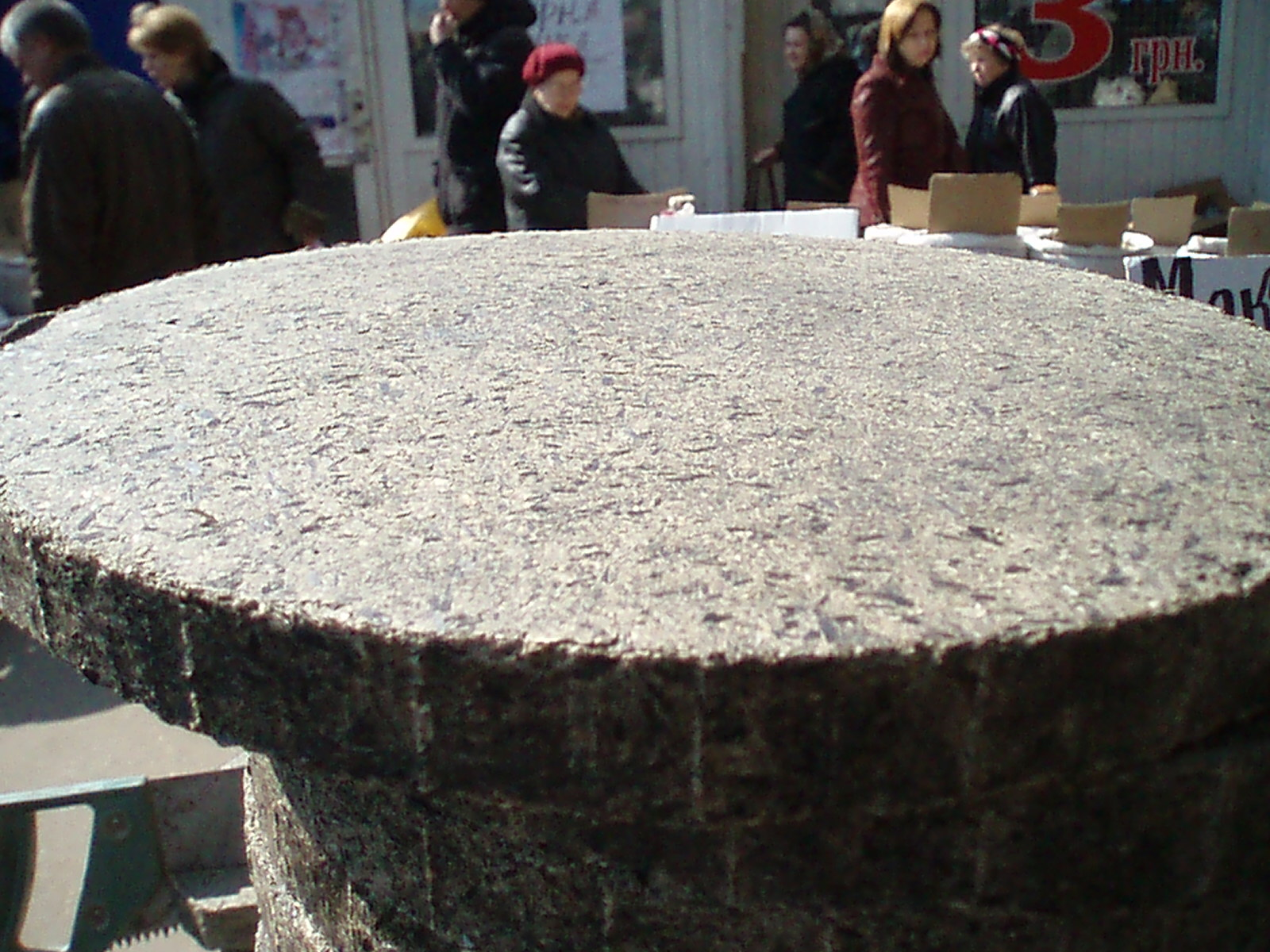
Круг подсолнечного жмыха на рынке

Жмых (макуха, колоб, дура́нда, избоина, жмак) — продукт, получаемый после отжима растительного масла на прессах различной конструкции из прошедших подготовку семян масличных культур (подсолнечника, рапса, рыжика, льна и др). Концентрированный корм для сельскохозяйственных животных с большим содержанием белка (15—40 %); один из компонентов комбикормов.
Конопляный жмых — ценный корм для лошадей, свиней и крупного рогатого скота (суточная норма — до 2,5 кг), лучший прикорм для рыбы (в последнее время с этой целью обычно используется подсолнечный жмых). 
Химический состав подсолнечного жмыха: воды — 11 %, белка — 41 %, жира — 7 %, клетчатки — 5,5 %, безазотистых экстрактивных веществ (в основном — крахмала и сахара) — 26 %, золы —  6,5 %. В конопляном жмыхе значительно больше клетчатки, в кукурузном — углеводов в ущерб белкам.
Кедровый жмых — ценное сырьё в кондитерском и хлебобулочном производстве, в пищевой промышленности в целом.
Соевый жмых — продукт, полученный в результате прессования соевых бобов.

## Производство в России
За 1-й квартал 2022 года, по сравнению с аналогичным периодом 2021 года, производство жмыхов в России выросло на 11,5 %.
За период с января 2020 г. по март 2022 г. минимальный объём производства жмыхов в России, зафиксированный в августе 2020 г. — 567,9 тыс. тонн; максимальным стал объём производства декабря 2021 г. — 962 тыс. тонн.